# Aye-aye
Aye-ayen (Daubentonia madagascariensis), også kaldet fingerdyret, er en primatart i gruppen lemurer, og verdens største nataktive primat. Den lever på Madagaskar og er den eneste nulevende art i familien Daubentoniidae. Den er ejendommelig ved at bruge sin langefinger til at banke på træer, for at finde steder med insektlarver, som den kan gnave sig ind til med sine lange gnaver-lignende fortænder. Denne adfærd har givet den tilnavnet "primaternes spætte". Det mentes på et tidspunkt, at den var uddød, men den blev genopdaget i 1957.

## Udseende
Aye-ayen er et stort og relativt slankt bygget dyr. Det er den største af de nataktive primater. Kropslængden ligger mellem 36 og 44 centimeter, halen er yderligere 50-60 cm lang. Vægten er 2-3 kilogram. Pelsen er grov, pjusket og lang, og overvejende farvet mørkebrun eller sort. Især på ryggen ender dækhårene ofte med en hvid spids. Ansigtet og bugen er lysegrå, og hænder og fødder er sorte.
Halen er længere end kroppen og kraftigt busket, hårene kan blive op til 10 cm lange. Lemmerne er tynde, hænder og fødder relativt store. Med undtagelse af storetåen, der bærer en negl, ender alle fingre og tæer med kløer, hvilket blandt primater er usædvanligt og ellers kun ses hos de ikke nærtbeslægtede egernaber. Tommelfingeren er fleksibel, men ikke modstillet de øvrige fingre. Derimod kan storetåen som hos alle andre primater med undtagelse af mennesket modstilles de øvrige tæer. Den tredje og fjerde finger er tydeligt forlængede, den tredje finger er desuden påfaldende tynd. Enestående blandt primater er, at hunnen har det enlige par dievorter placeret i lyskenregionen.
Hovedet er afrundet og relativt kraftigt. De store øjne er sandfarvede og fremadrettede og omgivet af en mørk øjenring. Som hos alle halvaber findes i øjet et reflekterende lag bag nethinden, kaldet tapetum lucidum. Ayen-ayen er en af de få primater med en blinkhinde, der formodentlig tjener til at beskytte øjet, når dyret gnaver i træ. Ørerne er ubehårede, store og runde. Aye-ayen har den største hjerne af alle halvaber i forhold til kropsstørrelsen.
Tandsættet er enestående blandt primater og udviser konvergens i forhold til tænderne hos gnavere. Fortænderne er store og krumme. Kun forsiden er belagt med emalje, hvorved de bliver mejselformede. De har åbne tandrødder og vokser i hele dyrets levetid. Hjørnetænder mangler og mellem for- og kindtænder findes et stort hul, kaldet diastema. Kun i overkæben findes en forkindtand, mens denne slags tænder også mangler i underkæben. For hver kæbehalvdel findes tre kindtænder, der er affladede uden påfaldende forhøjninger. Tandformlen er derfor: 1.0.1.31.0.0.3, altså i alt 18 tænder, hvilket er det mindste antal hos nogen primat. Desuden er aye-ayen den eneste halvabe uden tandkam (de fremadrettede for-og hjørnetænder i underkæben).

## Levevis
Aye-ayen lever i skove af forskellig slags. Ud over regnskove og løvskove findes den også i sump- og mangroveskove samt undertiden i plantager. Den er nataktiv og trælevende. Om dagen sover den i selvbyggede reder i tæt bladværk. Rederne befinder sig oftest i 10-15 meters højde og har en diameter på cirka 50 cm. De er ægformede og består af blade og kviste. Øverst er de lukkede og indgangen findes i siden. Det tager omkring 24 timer at bygge en rede. Hver aye-aye har flere reder i sit territorium og forskellige individer kan benytte den samme rede på forskellige tidspunkter.
Allerede 30 minutter før solnedgang forlader de første aye-ayer deres reder, og de vender først tilbage til sovepladserne ved solopgang. Over 80 % er deres tid går med at bevæge sig omkring og søge efter føde, resten af tiden går med pelspleje og hvileperioder, der kan vare op til to timer. Aye-ayen kan bevæge sig på flere måder, bl.a. ved firbenet gang og i spring. Takket være dens kløer og kraftige storetæer kan den også klatre ned ad træstammer med hovedet først. Undertiden hænger den i bagbenene på en gren med hovedet nedad. For ikke at beskadige de lange tynde fingre, holdes de ofte bøjet, når den bevæger sig. Aye-ayen kommer ofte ned på jorden og kan dér tilbagelægge større afstande. Her går den på håndbalderne (den kødfulde del nær håndleddet lige under tommelfingeren), så fingrene ikke berører jorden.

### Socialt liv
Aye-ayen lever overvejende alene uden for parringstiden, men den er dog jævnligt sammen med andre individer. Man kan f.eks. se op til fire dyr søge føde sammen. Det drejer sig da om flere hanner eller om hanner og en enkelt hun, men aldrig om flere hunner. Det kan dog komme til stridigheder mellem hanner. Hanner har et territorium på 125 til 215 hektar, der i væsentlig grad overlapper med andre hanners og hunners. Hunnens territorium er mindre med en størrelse på 30-40 hektar og overlapper ikke med andre hunners. En hun optræder altid aggressivt, når den møder en anden hun. Territorierne markeres med urin og kirtelsekreter.
Aye-ayer kommunikerer med hinanden ved hjælp af en hel række forskellige stemmer. Ved flugt høres f.eks. et tostavelses „hai-hai“, hvad der formodentlig har givet dyret navnet aye-aye.

### Føde
Aye-ayer er altædende, men føden består mest af insekter og deres larver, frugter, nødder og svampe. Blandt insektlarver har den specialiseret sig i træbukke og har her udviklet en særlig jagtteknik. Med den forlængede tredje finger bankes rytmisk på træet og takket være den gode høresans kan den stedbestemme sine byttedyr, der lever i hulrum i træet. Med fortænderne gnaves hul i barken, hvorefter den tynde finger føres ind i hulrummet og larven fiskes op. Dette minder om den måde spætter søger føde, men disse findes ikke på Madagaskar.
Også når aye-ayen drikker, benytter den sin langefinger. Med hurtige frem-og-tilbage-bevægelser (mere end tre gange i sekundet) føres væden ind i munden.

### Formering
I modsætning til mange andre lemurer har aye-ayen ingen fast parringstid. Hunnen er kun i brunst i tre til ni dage en gang om året. På det tidspunkt begynder hun hurtigt at bevæge sig igennem sit territorium og lokke hanner til med specielle kald. Op til seks hanner kan forsamle sig og kæmpe med hinanden om retten til at parre sig med hunnen. Parringen varer omkring en time, og umiddelbart herefter begiver hunnen sig til et andet sted, hvor hun igen kalder med sin lokkestemme. Hos aye-ayen findes altså polyandri, det vil sige en hun parrer sig med flere hanner.
Efter en drægtighedsperiode på omkring 160-170 dage føder hunnen en enkelt unge. I de første to måneder er ungen altid hos moren, bortset fra når hun er på fødejagt, hvor den forbliver tilbage i reden.
Tre måneder gammel begynder ungen at indtage fast føde og begynder samtidig at lege. Efter seks måneder bliver den fravænnet, og i en alder af halvandet til to år må den forlade moren. Kønsmodenheden indtræder ved 2,5 til 3,5 års alderen. Forplantningsraten er lav. Kun hver andet eller tredje år føder hunnen en unge.

## Trusler og levetid
Der vides ikke meget om aye-ayens naturlige fjender. Den eneste kendte fjende er fossaen. Det vides ikke, hvor længe aye-ayen lever i naturen, men i fangenskab kan den opnå en alder af 24 år.

## Billeder
- Udstoppet fingerdyr. Naturhistorisk museum, Wien.
- Aye-aye ved en blomst
- Aye-aye fisker efter en larve. Muséum national d’histoire naturelle, Paris.
- Venstre hånd med den for aye-ayen typiske forlængede og tynde langefinger. Zoologisk Museum, København.